# Hortensja kulista
Hortensja kulista (Hydrangea macrophylla (Thunb.) Ser. subsp. macrophylla) – podgatunek hortensji ogrodowej. Występuje w Chinach i Japonii.

## Morfologia
Krzew dorasta do 150 cm. Liście jajowatoowalne lub jajowatopodługowe, na brzegu ząbkowane. Kwiat zebrany jest z dość dużego baldachogrona. Okwiat w kolorach białym, różowym, czerwonym, lila lub niebieskim. Owoce występują w postaci torebek.

## Zastosowanie
Popularna ozdobna roślina doniczkowa z licznymi odmianami. Zmiana odczynu gleby może doprowadzić do przebarwienia kwiatów na inny kolor.

## Systematyka
- W wielu ujęciach taksonomicznych roślina ta uważana była za odrębny gatunek. Według najnowszych ujęć taksonomicznych jest ona jednym z podgatunków Hydrangea macrophylla[3].
- Synonimy: Hortensia opuloides Lam., Hydrangea hortensia Siebold, Hydrangea opuloides (Lam.) K. Koch, Viburnum macrophyllum Thunb.[3].